# Dean Bauck
Dean Bauck (ur. 15 maja 1954) – kanadyjski lekkoatleta, specjalista skoku wzwyż, medalista igrzysk Wspólnoty Narodów.

## Kariera sportowa
Zdobył brązowy medal na igrzyskach Wspólnoty Narodów w 1978 w Edmonton, ex aequo z Brianem Burgessem ze Szkocji, a za swymi kolegami z reprezentacji Kanady Claude’em Ferragne’em i Gregiem Joyem. Zajął 5. miejsce na igrzyskach panamerykańskich w 1979 w San Juan.
Był w składzie reprezentacji Kanady na igrzyska olimpijskie w 1980 w Moskwie, ale nie wziął w nich udziału wskutek bojkotu przez Kanadę. Zwyciężył na igrzyskach Konferencji Pacyfiku w 1981 w Christchurch. Ustanowił wówczas najlepszy wynik w swojej karierze – 2,21 m.
Był wicemistrzem Kanady w skoku wzwyż w 1977 i 1981 oraz brązowym medalistą w 1975.